# Видрна (округ Пухов)
Видрна (словац. Vydrná) — село, громада округу Пухов, Тренчинський край. Кадастрова площа громади — 13.44 км².
Населення 303 особи (станом на 31 грудня 2020 року).

## Історія
Видрна згадується 1475 року.

## Населення
| Рік:            | 1994. | 2004.   | 2014.   | 2024.    |
| --------------- | ----- | ------- | ------- | -------- |
| Кількість осіб: | 361   | 346     | 333     | 252      |
| Різниця:        |       | -4,15 % | -3,75 % | -24,32 % |

| Рік:            | 2023. | 2024.   |
| --------------- | ----- | ------- |
| Кількість осіб: | 260   | 252     |
| Різниця:        |       | -3,07 % |